# 南美切葉蟻
南美切葉蟻（學名：Atta laevigata），俗稱大臀螞蟻（hormigas culonas），是切葉蟻屬十二個物種的其中一種，分佈於南美洲北起委內瑞拉及哥倫比亞南部至巴拉圭以南。本物種在切葉蟻當中體型最大；而且牠們一個群落所包含的個體可以高達350萬隻。

## 世界纪录
该物种的大型工蚁阶级为蚁科咬合力最强的蚂蚁。大工体长 20mm以上左右，头宽 7mm甚至更宽，其头部充满了强有力的咬肌。

## 蟻群階級結構
如同其他切葉蟻，大臀螞蟻的蟻群本身亦是一個多態性的真社會性社群，也就是說，蟻群內不同成員在其體型大小為依據來負責不同的職責。迷你工蟻，負責收集樹葉以培育一種真菌，以作為該蟻群所有成員的寄託；兵蟻的下顎很突出，可以用來切割、抓握和拖拽大塊碎片，並保衛著入侵者的保衛蟻群。

## 食用
這個物種為人類所食用的歷史已有數百年：早在前哥倫布時期瓜納斯人遺留下來的文化傳統就已包括進食這種昆蟲的美宴。每年有九個星期都是大臀螞蟻的收獲期，通常這段期間都在雨季，也是螞蟻們進行婚飛的時候；與此同時，大臀螞蟻也是當地人在婚禮時送的傳統禮物。當地人亦認為這些螞蟻有催情作用。
大臀螞蟻的收獲是由當地農民完成，而他們經常受螞蟻傷害，因為大臀螞蟻有着很堅壯的下頜。農民只會收集大臀螞蟻的蟻后，因為他們認為蟻后以外的螞蟻不可食用。收集起來的蟻后會被摘除其腿和翅膀，然後再浸泡在鹽水中，再放在陶瓷鍋中烤。螞蟻生產的主要中心是聖希爾和巴里查拉。從那裡，螞蟻的貿易擴展到布卡拉曼加和波哥大，在這個季節中經常可以看到裝有螞蟻的包裹。該產品的出口主要銷往加拿大、英格兰及日本。
根據由桑坦德工業大學進行的有關螞蟻的營養價值的分析顯示，大臀螞蟻擁有高水平的蛋白质，但只有極低水平的飽和脂肪和總體上較高的營養價值
對於該地區的貧困農民來說，採集大臀螞蟻是這些農民重要的臨時收入來源。然而，這些採集活動，連同鄰近更具侵略性的同屬物種對資源的競爭，導致螞蟻種群的逐步減少，在十二年內數量僅剩下原來的六分之一，因此，對它的保護狀態感到擔憂。

## 外部連結
- 維基物種上的相關：南美切葉蟻
- . Discovery Channel animal news. 2006-08-14  [2020-09-22]. （原始内容存档于2012-02-18） （英语）.